# Associação Social e Esportiva Sada
L'Associação Social e Esportiva Sada è una società pallavolistica brasiliana, con sede a Belo Horizonte: milita nel campionato brasiliano di Superliga Série A.

## Storia
L'Associação Social e Esportiva Sada nasce nel 2006 a Betim. Nella stagione 2007-08 partecipa per la prima volta alla Superliga brasiliana col nome di Sada Betim, classificandosi al quinto posto. Nel 2008 vince per la prima volta il Campionato Mineiro.
Dal 2009 il club inizia una partnership con il Cruzeiro Esporte Clube, trasferendosi nella città di Belo Horizonte. Nello stesso anno partecipa e si aggiudica la Coppa Santa Caterina. Tra il 2010 ed il 2012 vive il miglior momento della sua storia, oltre alla vittoria di due edizioni consecutive del Campionato Mineiro, è finalista in due edizioni consecutive della Superliga: nella stagione 2010-11 si arrende in finale al Serviço Social da Indústria SP; nella stagione successiva diventa per la prima volta campione del Brasile, battendo il GRER. Grazie al successo in campionato il club partecipa al campionato sudamericano per club, dove ottiene un altro trionfo, laureandosi anche campione continentale.
Nella stagione 2012-13 vince il quarto titolo statale, mentre in campionato è nuovamente finalista, uscendo sconfitta contro l'Associação Desportiva RJX. Nel campionato successivo gioca la stagione perfetta: oltre al quinto titolo statale, arrivano i trionfi alla Coppa del Mondo per club, successo bissato altre quattro volte, in Coppa del Brasile, al campionato sudamericano per club e il secondo scudetto nella storia del club.

## Rosa 2024-2025
| N° | Nome                | Ruolo | Data di nascita   | Nazionalità sportiva |
| -- | ------------------- | ----- | ----------------- | -------------------- |
| 1  | Welinton Oppenkoski | O     | 28 marzo 2000     | Brasile              |
| 2  | Felipe Albuquerque  | S     | 19 aprile 2005    | Brasile              |
| 4  | Otávio Pinto        | C     | 27 febbraio 1991  | Brasile              |
| 5  | Matheus Silva       | P     | 1º aprile 1997    | Brasile              |
| 6  | Juan Velasco        | C     | 2 giugno 2005     | Colombia             |
| 7  | Lucas Bauer         | L     | 20 ottobre 1999   | Brasile              |
| 8  | Wallace de Souza    | O     | 26 giugno 1987    | Brasile              |
| 10 | Cledenílson Batista | C     | 9 giugno 1998     | Brasile              |
| 11 | Rodrigo Leão        | S     | 5 giugno 1996     | Brasile              |
| 12 | Rodrigo Rodrigues   | P     | 13 febbraio 1986  | Brasile              |
| 14 | Douglas de Souza    | S     | 20 agosto 1995    | Brasile              |
| 15 | Gabriel Vaccari     | S     | 25 dicembre 1996  | Brasile              |
| 16 | Lucas Saatkamp      | C     | 6 marzo 1986      | Brasile              |
| 17 | Alexandre Elias     | L     | 30 settembre 1997 | Brasile              |
| 18 | Lucas Santos        | S     | 25 marzo 2006     | Brasile              |
| 19 | Martos Neto         | S     | 12 aprile 2005    | Brasile              |

## Palmarès
- Campionato brasiliano: 8

2011-12, 2013-14, 2014-15, 2015-16, 2016-17, 2017-18, 2021-22, 2022-23
- Coppa del Brasile: 8

2014, 2016, 2018, 2019, 2020, 2021, 2023, 2024
- Supercoppa brasiliana: 6

2015, 2016, 2017, 2021, 2022, 2024
- Campionato Mineiro: 16

2008, 2010, 2011, 2012, 2013, 2014, 2015, 2016, 2017, 2018,
2019, 2020, 2021, 2022, 2023, 2024
- Coppa Santa Caterina maschile: 1

2009
- Campionato mondiale per club: 5

2013, 2015, 2016, 2021, 2024
- Campionato sudamericano per club: 11

2012, 2014, 2016, 2017, 2018, 2019, 2020, 2022, 2023, 2024, 2025